# George Jones Sings Like the Dickens!
George Jones Sings Like the Dickens! è un album in studio del cantante statunitense George Jones, pubblicato nel 1964.
Si tratta di un album tributo a Little Jimmy Dickens.

## Tracce
1. It Scares Me Half to Death (Joe Allison, Audrey Allison)
2. A Rose from a Bride's Bouquet (Kerry Kurt Phillips, Clark Van Ness)
3. When Your House Is Not a Home (Roger Miller)
4. I'm Just Blue Enough (Charlie Louvin, Ira Louvin)
5. We Could (Boudleaux Bryant)
6. Take Me as I Am (Or Let Me Go) (Boudleaux Bryant)
7. Where Did the Sunshine Go? (Felice and Boudleaux Bryant)
8. Making the Rounds (Boudleaux Bryant)
9. I've Just Got to See You Once More (James Dickens, Billy Wallace)
10. Lovin' Lies (Dorothy Chapman, Troy Martin, Pete Pyle)
11. Just When I Needed You (Johnny Wright, Jack Anglin, Clyde Baum)
12. My Heart's Bouquet (James Dickens, J. Gordon Hall)